# Rini Wulandari
Rini Wulandari, född den 28 april 1990 i Medan, Norra Sumatra, är en indonesisk popmusiker. Den 28 juli 2007 vann hon den fjärde säsongen av indonesiska realityserien Idol. Hon var då endast 17 år.

## Diskografi

### Album
- 2007: Indonesian Idol: Masterpiece (Compilation)
- 2007: Aku Tetap Milikmu
- 2010: Idola Terdahsyat (Compilation)